# Zoo Wuppertal
Zoo Wuppertal (även Wuppertaler Zoo eller Zoologischer Garten Wuppertal) är en välkänd zoologisk trädgård i Wuppertal i Tyskland.
Här finns 5 000 djur fördelade på 500 arter från hela världen. Wuppertals zoo startade sin verksamhet 1879 och 1881 öppnades det tillsammans med en restaurang (Zoo-Gaststätten).

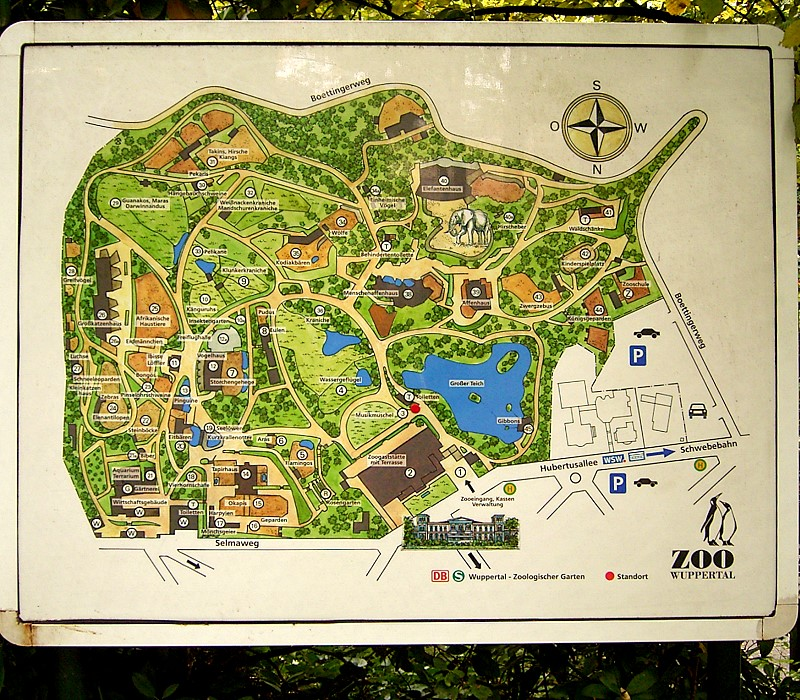
Orienteringskarta.
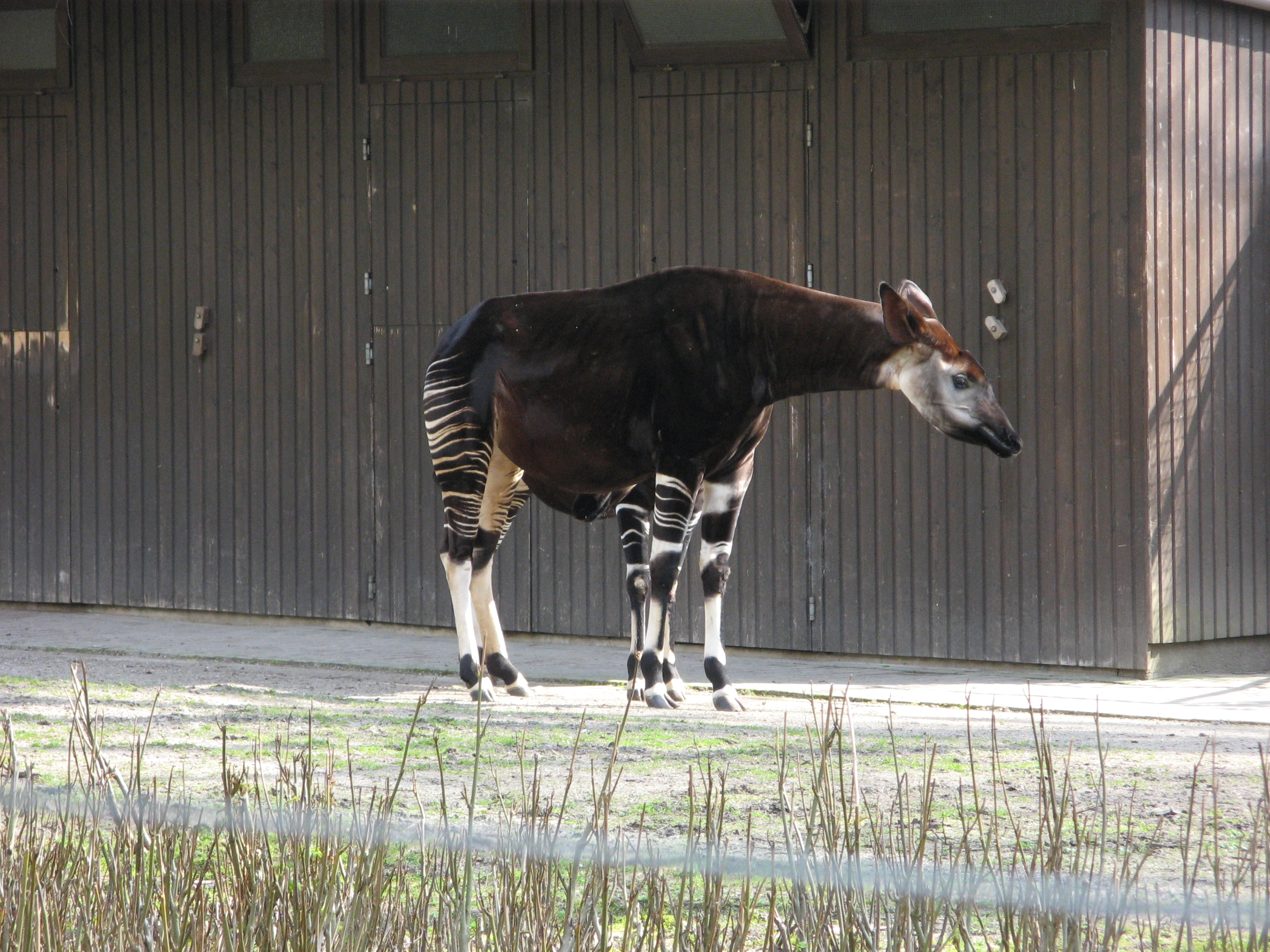
Okapi.
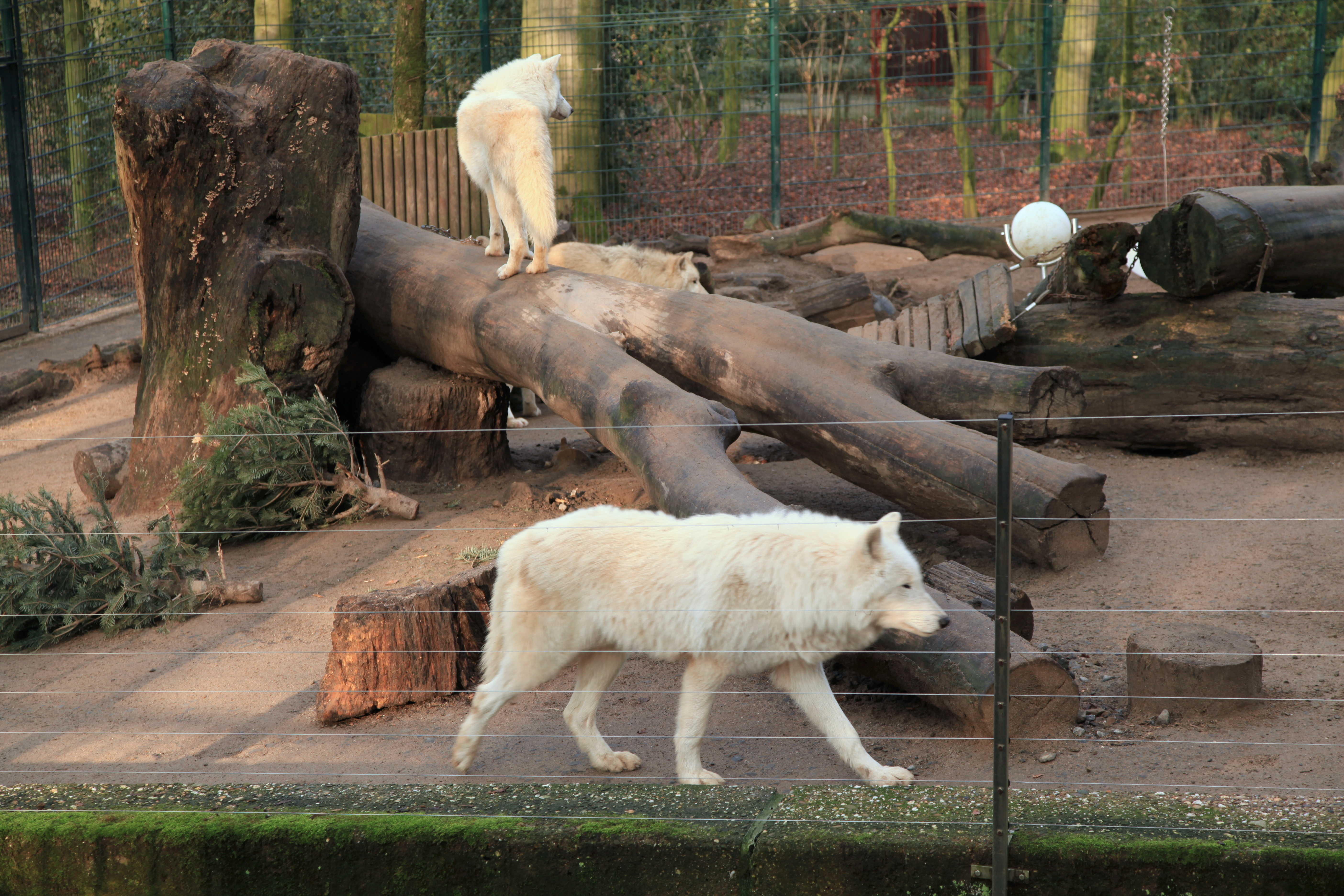
Grönlandsvarg.
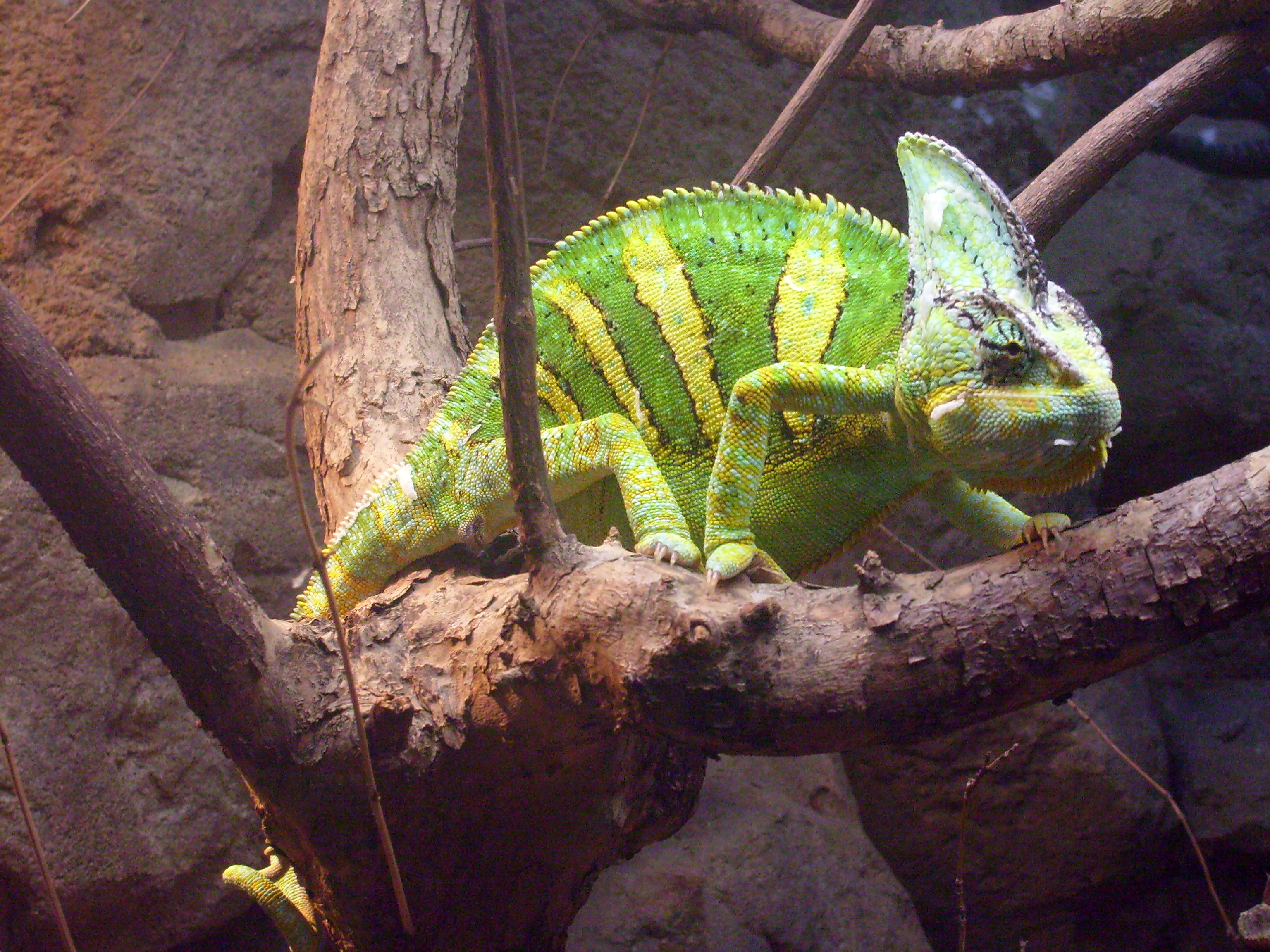